# Ron Holloway
Ronald Edward 'Ron' Holloway (Washington D.C., 24 augustus 1953) is een Amerikaanse jazz-, r&b-, blues-, funk- en rocksaxofonist. Hij staat vermeld in de Biographical Encyclopedia of Jazz, waar veteraan-jazzcriticus Ira Gitler Holloway beschreef als een "Hard-bear-down-hard-bopper die authentieke r&b kan blazen en een ballade kan neuriën met een warm, blauw gevoel". Holloway is de ontvanger van 42 Washington Area Music Awards of Wammies, waarvan hij er twee ontving als muzikant van het jaar. Hij was lid van de Warren Haynes Band, Susan Tedeschi, Dizzy Gillespie, Gil Scott-Heron en Root Boy Slim. Sinds 2014 leidt Ron Holloway zijn eigen band The Ron Holloway Band.

## Biografie

### Vroege jaren en invloeden
Ron Holloway werd geboren uit Winston en Marjorie Holloway, enthousiaste jazzfans die elkaar ontmoetten tijdens het bijwonen van de Howard University in Washington D.C. Holloway herinnert zich dat zijn vader bijdroeg aan zijn verzameling Prestige Records- en Blue Note Records-jazzalbums. Holloways ouders, hoewel geen muzikanten, zorgden voor een voedende muzikale omgeving voor hun zoon. Holloways vader was voorstander van de saxofoon- en trompet-geleide albums en genoot vooral van grote hoornsolisten. De door r&b beïnvloede Willis Gator Jackson was in het begin het gemakkelijkst te begrijpen, maar al snel identificeerde hij de geluiden van Sonny Rollins, John Coltrane en Miles Davis als zijn belangrijkste invloeden. Nadat hij op de middelbare school was afgestudeerd, oefende Holloway 8-12 uur per dag en zat hij met allerlei soorten bands in jamsessies, waardoor zijn veelzijdigheid toenam. Hij leerde veel genres kennen. In dezelfde week trad hij vaak op met bands in de jazz, r&b, funk, rock, jazz fusion, blues, country en folk.
Terwijl het muziekcircuit in Washington D.C. tijdens de jaren 1970 bleef bloeien, sloot Holloway zich aan bij de populaire r&b-bands The Sounds of Shea en Mad Dog and the Lowlifers. In 1974 ging Holloway naar een concert van Freddie Hubbard en bracht een geluidscassette mee, die hij had gemaakt tijdens het repeteren van een van Hubbards opnamen. Tijdens de pauze stelde hij zich voor en speelde de cassette voor Hubbard. Na het horen hiervan nodigde Hubbard Holloway uit om die zondagavond met hem te komen spelen. Aan het einde van het optreden deed Hubbard een open uitnodiging om hem te komen bezoeken wanneer Hubbard in de stad was. Het jaar daarop leidde Sonny Rollins een clinic aan de Howard University. Gesteund door een ritmesectie, bestaande uit lokale muzikanten, nodigde Rollins de jonge hoornisten uit op het podium. Holloway begeleidde Rollins op Playin' in the Yard. Na zijn solo kreeg Holloway een staande ovatie van het publiek. Rollins en Holloway bleven daarna met elkaar in contact en werden goede vrienden. De vriendschap en het respect tussen de twee gingen beide kanten op. Rollins is door de jaren heen even genereus geweest in zijn lof voor Holloway en heeft hem in verschillende interviews genoemd als een van zijn favoriete jonge tenorspelers.
In de zomer van 1977 werd een nieuwe club geopend en de artiesten waren Rollins, Hubbard en Dizzy Gillespie. Holloway liep naar de kleedkamer van Gillespie en nam, zoals hij met Rollins had gedaan, een cassette mee - dit keer van zijn optreden met Rollins. Nadat Gillespie naar de cassette had geluisterd, vroeg hij Holloway of hij zijn hoorn had meegebracht en Holloway bekende dat hij dat niet had gedaan, omdat hij bang was dat hij aanmatigend zou overkomen. Holloway trad de hele week op met Gillespie. Daarna kreeg hij een vaste uitnodiging om bij de band te komen. In 1979 was Holloway bij Dizzy Gillespie in de Ronnie Scott's Jazz Club in Londen. Holloway bleef tot ver in de jaren 1980 bij Gillespie. Op 6 juni 1987 trad hij op met een grote groep muzikanten ter ere van Gillespie in Wolf Trap National Park for the Performing Arts.

### Root Boy Slim en de Sex Change Band
In 1979 namen Root Boy Slim, Holloway en de rest van de Sex Change Band deel aan de film Mr. Mike's Mondo Video, geschreven door Michael O'Donoghue van Saturday Night Live. Mondo Video werd niet uitgezonden omdat NBC het 'ziek' vond, terwijl Spin het later 'Een tv-pilot die te gevaarlijk was om te worden uitgezonden' noemde. In het begin van de jaren 1980 hadden Root Boy en Holloway gastoptredens in een film, gemaakt door de D.C. comedy-groep The Langley Punks voor hun Travesty Films-groep. Holloway nam vier albums op met Root Boy en minstens drie 45": Too Much Jawbone met Xmas at K-Mart aan de andere kant, The Meltdown ondersteund door Graveyard of Losers en Dare to Be Fat bij IRS Records. Holloway was lid van verschillende Root Boy-configuraties van 1977 tot 1987.
Holloway's ambtstermijn met Root Boy Slim overlapte met twee andere bands. De eerste was de lokale funkband Osiris. Holloway ontmoette Osiris Marsh voor het eerst in 1979 en ontdekte dat hun invloeden onder meer waren van bands met een eclectische smaak, variërend van Parliament-Funkadelic, Earth, Wind & Fire en Sly & the Family Stone. Daarnaast was Osiris geïnteresseerd in de cultuur van het oude Egypte en de Afro-Amerikaanse rootsmuziek. De leden van Osiris waren Osiris Marsh op zang, Tony Jones en Tyrone "Ty" Brunson op basgitaren, Maceo Bond op keyboards, Brent Mingle op gitaar, Jimmy "Sha-Sha" Stapleton op percussie en Holloway op tenor- en sopraansaxofoons. Marsh, die samen met Bond en Brunson de meeste nummers van de band schreef of mede-schreef, produceerde het onafhankelijk studioalbum Before Before Our Time (1978) op het eigen label Tomdog van de band. In 1979 pakte Warner Bros. Records het op en remixte en verpakte het opnieuw. Het album O-Zone bij Marlin Records kreeg vergelijkbare recensies en kreeg te maken met hetzelfde algehele onvermogen om de dansvloer-koorts te overwinnen, die veel funk- en soul-luisteraars naar de disco lokte aan het eind van de jaren 1970. Holloway speelde van 1979 tot 1981 met Osiris.

### Gil Scott-Heron
In november 1981 bezocht Holloway de historische D.C.-club Blues Alley, waar hem was verteld dat jazzdrummer Norman Connors zou optreden. Hij bracht zijn hoorn mee, zag Connors bij aankomst en stelde zich voor. Op uitnodiging van Connors zat hij op de volgende set en kreeg een goede reactie van het publiek. Daarna werd Holloway benaderd door zanger en spoken word-artiest Gil Scott-Heron, die hem complimenteerde en een aanbod deed om lid te worden van zijn band Amnesia Express. In februari 1982 speelde Holloway zijn eerste concert met Scott-Heron in The Bottom Line in New York met collega-saxofonist en mede-oprichter Carl Cornwell van Amnesia Express. De pers waardeerde ook zijn bijdragen en gaf commentaar op zijn prestaties in verschillende recensies. Het gebeurde dat Holloway begin 1982 aanwezig was, toen filmmaker Robert Mugge het concert van Scott-Heron in de nachtclub van het Wax Museum in Washington D.C. documenteerde. De film heet Black Wax. Holloway merkte dat zijn spel evolueerde terwijl hij in de band zat en zei: 'Ik heb zoveel dingen voor elkaar gekregen tijdens het spelen met Gil. Het was echt een waardevolle periode van zelfontdekking'. Holloway was lid van de band van Scott-Heron van februari 1982 tot juni 1989.

### Dizzy Gillespie
Hoewel hij in deze periode lid was van de band van Scott-Heron, bleef Holloway met Gillespie optreden wanneer hij in D.C. zou optreden. In juni 1989 zat hij bij Dizzy in Blues Alley. Tijdens de pauze stuurde Gillespie zijn manager om Holloway te zoeken. Gillespie verraste Holloway met de verklaring dat hij een saxofonist nodig had. Holloway accepteerde en reisde de wereld rond met Gillespie, optredend voor een publiek dat varieerde van clubcapaciteit tot populaire Amerikaanse tv-shows, waaronder de shows van Johnny Carson en Arsenio Hall. Tijdens zijn tijd bij Gillespie nam Holloway twee albums op met de trompettist, The Symphony Sessions bij Pro Arte en Dizzy Gillespie - Live! at Blues Alley bij het Blues Alley label. Hij speelde ook op de beste jazz- en muziekfestivals, theaters en concertzalen over de hele wereld met Gillespie. Holloway was lid van Gillespie's kwintet van juni 1989 tot aan diens dood op 6 januari 1993.

### Solo opname
In het najaar van 1993 nam Holloway een album op en stuurde de demo naar zijn mentor Sonny Rollins, die de opname vervolgens doorstuurde naar Fantasy Records. Holloway werd binnen een week gecontracteerd door Milestone Records, een van de dochterlabels van Fantasy. Tot op heden heeft Holloway vier albums uitgebracht bij Fantasy's Milestone Records label en een ander bij het Jazzmont label.

## 2000 tot 2019
Holloway ontmoette Derek Trucks in 2002 aan boord van de tourneebus van Trucks net buiten de ingang van Rams Head Onstage in Annapolis (Maryland). Trucks verraste hem met zijn enorme kennis van verschillende muziekgenres. Holloway heeft sindsdien vele malen met Trucks opgetreden als gast van The Derek Trucks Band en The Allman Brothers Band. Hij toerde met zowel de Susan Tedeschi Band (waarvan Holloway lid was) als de band onder leiding van Trucks en Tedeschi voor een aantal zomerse "Soul Stew Revival".
Op 30 september 2004 zou Little Feat openen voor de Allman Brothers Band in het Nissan Pavilion in Bristow (Virginia). Holloway zou Little Feat begeleiden. Afgezien van Little Feat, bevond Holloway zich in het gezelschap van de twee aanbevolen gitaristen in The Allman Brothers Band. Dit was de eerste keer dat hij de band met zijn huidige bezetting hoorde. Warren Haynes nodigde Holloway uit om bij de band te komen zitten en aan het einde van het concert trad hij op op een van de klassieke deuntjes, die beroemd zijn geworden door de band Southbound. Haynes nodigde Holloway uit om daarna met Gov't Mule te verschijnen in de 9:30 Club in Washington D.C. en ze traden twee opeenvolgende nachten op 27 en 28 oktober 2004 op voor een volgepakt huis, waarbij beide avonden werden opgenomen. Het volgende jaar, in de zomer van 2005, toerden gitarist Jack Pearson en Holloway met The Allman Brothers Band en vervingen ze de zieke Warren Haynes. Het was het begin van vele optredens, waarbij Holloway met The Allman Brothers Band en Gov't Mule verscheen in het Beacon Theater in New York, het Nissan Pavilion in Bristow, Virginia, het Wanee Festival in Live Oak (Florida), het Merriweather Post Pavilion in Columbia (Maryland), het Warner Theatre (Washington D.C.) en The Warren Haynes Christmas Jam, die Haynes jaarlijks organiseert in Asheville, North Carolina.
In januari 2010 organiseerde Gov't Mule hun eerste "Gov't Mule Island Exodus" in hetzelfde resort in Negril, Jamaica dat Holloway met Little Feat had bezocht. In de loop van de vier nachten gaf Gov't Mule drie avondconcerten, speelden Grace Potter en de Nocturnals drie shows en speelde Warren Haynes een solo-set. Overal waren DJ Logic (draaitafels), 'Mean' Willie Green (drums) en Holloway (tenorsax) aanwezig.

### Susan Tedeschi
In oktober 2005 hoorde Holloway eindelijk blues- en soulzangeres Susan Tedeschi optreden met haar eigen band op Rams Head Live! in Baltimore (Maryland). Tedeschi en Holloway ontmoetten elkaar eerder een paar jaar geleden, terwijl ze met haar man Derek Trucks te gast waren op het Wanee Festival en een show in The Birchmere (in de buitenwijken van Virginia, net buiten Washington D.C.). Na hun kennis te hebben hernieuwd en die avond te hebben opgetreden, nodigde Tedeschi Holloway uit om bij haar band te komen. De band toerde de komende jaren door heel Europa en uitgebreid door de Verenigde Staten en speelde op grote festivals, in concertzalen, theaters en clubs. Tedeschi is samen met haar band ook te zien geweest in Late Night with Conan O'Brien en is gezien op talloze lokale nieuwspunten, terwijl ze door de Verenigde Staten toerde. Naast de airplay die haar opnamen kregen, heeft Tedeschi vele malen live opgetreden bij radiostations in het hele land, waaronder NPR. Holloway was vier jaar lid van de band van Tedeschi.

### Warren Haynes
In februari 2009 begon Warren Haynes aan een solo-project bij Pedernales Studio, in Austin (Texas), met Gordie Johnson als co-producent en technicus. De opname bevatte George Porter jr. op elektrische bas, Ivan Neville op keyboards, Raymond Weber op drums, Ian McLagan op extra keyboards, Ruthie Foster op zang en Holloway op tenorsaxofoon. Het resulterende album Man in Motion werd uitgebracht op 10 mei 2011 bij het label Stax Records/Concord Music Group.
Het debuut van The Warren Haynes Band vond plaats tijdens de 22e jaarlijkse Warren Haynes Christmas Jam, die werd gehouden in het Asheville Civic Center in Asheville, North Carolina op zaterdag 11 december 2010. De bandbezetting was Warren Haynes (zang / gitaar), Ivan Neville (toetsen / zang), Ron Johnson (elektrische bas), Terence Higgins (drums), Ruthie Foster (zang) en Holloway (tenorsaxofoon). Na de publicatie van Man in Motion voegde Holloway zich bij Haynes, Higgins, Johnson en toetsenist Nigel Hall voor een uitgebreide tournee.

### Devon Allman
Nadat hij aan Gregg Allman was voorgesteld tijdens het spelen met The Allman Brothers Band, ontmoette Holloway diens zoon Devon Allman in de Iota Club & Cafe in Arlington, Virginia op 31 maart 2009, toen Devons band Honeytribe daar optrad. Allman nam contact op met Holloway toen zijn band Honeytribe zich voorbereidde om hun tweede album op te nemen en behoefte had aan een saxofonist. Holloway reisde naar Memphis (Tennessee) en bracht twee dagen door met opnemen met de band in de Ardent Studios voor de tweede publicatie van Honeytribes Space Age Blues. De cd werd in oktober 2010 uitgebracht voor positieve recensies.

## Discografie

### Albums
Als leader
- 1994:	Slanted (Fantasy/Milestone)
- 1995:	Struttin (Fantasy/Milestone)
- 1996:	Scorcher (Fantasy/Milestone)
- 1998:	Groove Update (Fantasy/Milestone)
- 2003:	Ron Holloway & Friends Live at Montpelier (JazzMont)

Met Dizzy Gillespie
- 1989:	The Symphony Sessions (Pro Arte)
- 1990:	Dizzy Gillespie Live! at Blues Alley (Blues Alley Music Society)

- Bibliothèque nationale de France: cb14001639n (data)
- Gemeinsame Normdatei: 134677226
- International Standard Name Identifier: 0000 0000 5517 7904
- Library of Congress Control Number: no98101081
- MusicBrainz: 675a3a5f-6f14-41e4-b835-b399b268ac51
- Nationale Bibliotheek van Israël: 987011289265605171
- Virtual International Authority File: 2630149068486465730000